# 大村藩
大村藩（おおむらはん）は、肥前国彼杵地方を領した藩。藩庁は玖島城（現在の長崎県大村市）。中世以来の領主で、戦国期には戦国大名化した大村氏が、豊臣政権下で大名としての地位を安堵され、近世大名に移行したものである。大村藩は幕末・廃藩置県まで存続した。

## 略史
藩主家である大村家の経歴は明確ではないが、平安時代または鎌倉時代よりこの地の領主であった。第12代当主とされる日本初のキリシタン大名・大村純忠は、天正15年（1587年）の豊臣秀吉の九州平定に長子の喜前を従軍させ、戦後の九州国分では領地を安堵された。喜前は関ヶ原の戦いでは東軍に属し、江戸幕府開府後も本領を安堵され初代藩主となる。その後も転封もなく古来よりの領地のまま明治維新を迎えた極めて稀な藩である。そのためもあり、江戸時代に入っても家臣の整理が行われず、石高に対する家臣の数が多かった。家臣の城下集中もされておらず、幕末においても約2/3は大村ではなく各郷村に居住していた。
純忠は永禄4年（1561年）に横瀬浦（長崎県西海市）、続いて元亀元年（1570年）に長崎をポルトガル人に提供し、以降長崎は南蛮貿易の中心地として発展する。天正8年（1580年）には長崎港周辺をイエズス会に教会領として寄進した。しかし豊臣政権・江戸幕府と長崎は中央政権直轄領となり、貿易利潤を喪失することとなった。
慶長4年（1599年）の検地では、藩の石高は2万1427石4斗であったが、藩主直轄領はわずか4454石しかなく、逆に大村庶家一門15家の領地合計は8000余石にのぼっていた。第2代藩主・大村純頼は慶長12年（1607年）、財源確保と藩主権力強化のため、「御一門払い」と呼ばれる一門の領地没収を強制的に実行した。これにより藩石高の36%にあたる6684石が収公されている。この後に行われた慶長17年（1612年）の検地では、2万7973石8斗7升7合と、6500石近く多く打ち出されている。この検地に基づき、寛文4年（1664年）には将軍徳川家綱より知行地の表高を27900石余とする朱印状を受けている。
純頼は元和5年（1619年）に28歳で急死し、跡継ぎを届けていなかったため藩存亡の危機に陥った。かつて純頼は国元で子を儲けていたものの、理由は定かではないがその子を堕胎させるよう命じていた。しかし家老の大村純勝はひそかに出産させ、純頼を説得してその子・松千代を助命させた。大村家は純頼が松千代を末期養子に迎えたように装い、近隣大名や幕閣を説得にかかった。この時、純勝は老中から将軍の直臣に取り立ててもよいと言われたがこれを断り、あくまで大村家存続を訴えた。元和6年（1620年）5月に松千代の家督相続は認められた（純信）。この功により純勝とその子孫に、主家の家紋使用と大年寄の地位を代々与えられた。寛永8年（1631年）の検地では4万2730石を打ち出し、藩主直轄領も2万3322石に達している。しかし長崎御用役もあったほか、江戸での出費により藩財政は苦しく、親類大名からの借金や、家臣からの上米をおこなっている。
純信も病弱であり、正室の父であり勘定奉行を務めるなど幕府の要職にあった甲斐徳美藩主伊丹勝長の四男権吉を養子に迎えよう交渉をおこなっていた。家臣団の中には一族の大村虎之助を迎える意見もあり、純信の死の時点でも養子披露は済んでいなかった。権吉は純信の末期養子として迎えられ、伊丹勝長の奔走もあって跡目相続が認められた。これが第4代藩主・純長である。明暦3年（1657年）、城下北部の郡村3村より多数の隠れキリシタンが発覚し逮捕されるに至った。「郡崩れ」と呼ばれるこの事件は、キリスト教禁教令より45年を経過した後のことであり、藩の存亡を揺るがす重大事件となった。しかし、藩主の実父伊丹勝長を通じ、幕府に対し即座に事件の実情報告を行い恭順したため、咎を受けなかった。これ以後、キリシタンへの徹底した予防と探索を行い、領民に対し仏教・神道への信仰を強化した。また藩校「集義館」を開校したが、九州地方では最も早く、全国でも7番目の藩校創立であった。また伊丹勝長の縁により、譜代大名に近い（譜代格）扱いを受けるようになった。
元禄8年（1695年）の検地では5万37石9斗1升1勺となり、新田開発は限界に近づきつつあった。藩内の豪商として重要なのが捕鯨業者の深澤家であり、たびたび大村藩は借金を重ね、深澤家に藩士待遇を与え、一時は藩主の意向をも上回る権勢をみせた。7代藩主純庸は家臣知行を蔵米知行とし、膨大な借金の整理を行った。深澤家は衰退し、かえって藩の庇護を受ける立場となった。8代純富は父の意向を継ぎ、藩政改革を押し進めた。
水田耕作に向かない地形の多い大村藩は、薩摩藩と並んで18世紀前半にサツマイモを日常食材として導入した。そのため享保の大飢饉での被害も比較的軽微で済んでいる。サツマイモの主食化によって大村藩は名目の石高以上に食糧事情が良く、享保6年（1721年）の大村藩の人口は6万5千人ほどだったが、安政3年（1856年）の人口は11万7300人と1.8倍に増加している。幕末期の検地では5万9060石7斗6升5合3勺4才であった。
最後の藩主である第12代藩主・純熈が藩主に就いた時代は幕末であり、藩論は佐幕と渡邊昇らを中心とする尊皇に大きく分かれた。文久2年（1862年）、純熈が長崎惣奉行となると佐幕派が台頭し、尊皇派はこれに対し改革派同盟（大村三十七士）を結成した。元治元年（1864年）、純熈の長崎惣奉行辞任により逆に尊皇派が台頭した。慶応3年（1867年）、改革派同盟の盟主である松林飯山が暗殺され、針尾九左衛門も重症を負った。逆にこの「小路騒動（こうじそうどう）」と呼ばれた闘争を契機に藩論が一気に尊皇倒幕へと統一され、在郷家臣団を含む倒幕軍が結成された。以後、薩摩藩・長州藩などとともに倒幕の中枢藩の一つとして活躍した。特に鳥羽・伏見の戦いの直前、近江国大津を固めるために大村藩が50名と少数ながら真っ先に大津に兵を派遣したことが幕府側の援軍の京都侵攻を阻むことになった。大村純熈は維新後の賞典禄として3万石を受給したが、これは薩摩藩・長州藩の10万石、土佐藩の4万石に次ぐものであり、佐賀藩の2万石を上回っている。
明治4年（1871年）、廃藩置県により大村県となった。のち、長崎県に編入された。大村家は明治17年（1884年）には子爵となり、華族に列した。その後、倒幕の功が認められ、明治24年（1891年）には伯爵へと陞爵する。

## 歴代藩主
大村家
外様、柳間詰→願譜代 表高27900石余。
1. 喜前（従五位下・丹後守）
2. 純頼（従五位下・民部大輔）
3. 純信（従五位下・丹後守）
4. 純長（従五位下・因幡守）
5. 純尹（従五位下・筑後守）
6. 純庸（従五位下・伊勢守）
7. 純富（従五位下・河内守）
8. 純保（従五位下・弾正少弼）
9. 純鎮（従五位下・信濃守）
10. 純昌（従五位下・上総介、丹後守）
11. 純顕（従五位下・丹後守）
12. 純熈（従五位下・丹後守、維新後従三位、死後贈従二位）

## 幕末の領地
- 肥前国
  - 彼杵郡のうち - 37村
  - 高来郡のうち - 1村

## 大村藩の主な人物
- 楠本正隆
- 渡邊清
- 渡邊昇
- 長與專齋

## 大村藩を題材にした小説
- 松永伍一『天正の虹』（ファラオ企画、1991年） ISBN 4894091062
- 村木嵐『マルガリータ』 文藝春秋 2010年、第17回松本清張賞